# Projekträume und selbstorganisierte Kulturinitiativen im Tessin
Als kulturelle Initiativen oder Projekträume (Offspaces oder Artist-run-space) im Tessin werden eine Reihe von Orten und nichtinstitutionellen Ausstellungsräumen in dieser Region zusammengefasst. Sie decken ein sehr weites Spektrum ab, und ihr Schwerpunkt liegt auf der zeitgenössischen Kunst. Sie beherbergen zahlreiche Projekte und Ausstellungen.

## Übersicht
Die Projekträume sind ein wichtiger Teil der Tessiner Kultur und Kulturlandschaft. Da im Tessin die Galerien und Museen sehr viel weniger präsent sind als zum Beispiel in Zürich, tragen die Projekträume einen wesentlichen Teil zur Kontextualisierung und Sichtbarmachung von jungen Künstlern bei. Kunsträume im Tessin bilden ein vitales Netzwerk selbstorganisierter Initiativen, die trotz prekärer Finanzierung die zeitgenössische Kunstszene der Südschweiz prägen. Ihre Arbeit wird in der Publikation Unabhängig, prekär, professionell. Künstlerische Selbstorganisation in der Schweiz (Rachel Mader, Pablo Müller, 2023) als zentraler Bestandteil einer «florierenden, heterogenen Szene» analysiert, die künstlerische Experimente und kuratorische Risiken ermöglicht.
Die künstlerische Selbstorganisation im Kanton Tessin wird durch mehrere langfristige Projekte sowie durch immer neue Projekte und Aktionen einer jüngeren Generation getragen, die fehlende Austauschmöglichkeiten und Präsentationsorte gewährleisten, auch über den lokalen Horizont hinaus und als politische Kraft. Da keine Ausbildungsmöglichkeiten im Bereich der bildenden Kunst im Tessin vorhanden sind, kommen Kunstschaffende nach ihrer Ausbildung in Italien oder in den Schweizer Sprachregionen mit diesem Hintergrund inspiriert und vernetzt in den Kanton zurück. Die Kulturpolitik bleibt bei der Finanzierung der Initiativen sehr zögerlich, und Projekte orientieren sich entsprechend an selbsttragenden und ‑verwalteten Strukturen. Aufgrund des Kulturtourismus, des Film Festivals Locarno und anderer Festivals wie Babel für die Literatur gibt es im Tessin besondere Möglichkeiten für internationale Kooperationen.
Laut Mader und Müller sind selbstorganisierte Kunsträume seit den 1980er-Jahren ein «unverzichtbarer Nährboden» für die Schweizer Kunst, auch im Tessin. Trotz kulturpolitischer Anerkennung blieb ihre Förderung unzureichend, wie die Petition Hundert Räume geben mehr Licht als ein Leuchtturm (2013) kritisiert. Die Kulturpolitik hat sowohl la rada als auch das CACT (später MACT/CACT) bis in die 2010er Jahre nicht entsprechend institutionell unterstützt, und es gibt erst seit 2015 das LAC Lugano Arte e Cultura, ein Kunst- und Kulturzentrum mit Sitz in Lugano im Tessin. Im Tessin, wo klassische Institutionen wie Kunsthallen fehlen, übernehmen Räume wie la rada (Locarno) eine Schlüsselrolle.

## Geschichte
Vor 2000
Im Jahr 1987 wurde das Museo Cantonale d’Arte gegründet.
Der interdisziplinäre und translokale Kulturort la rada wurde 1996 gegründet. Hauptziel ist die Förderung junger und aufstrebender Kunst. Er bietet Ausstellungen und andere Aktivitäten und dient als fruchtbarer Boden für den Austausch zwischen Schweizer und internationalen Künstlern.
Ab 2000: Neue Räume, neue Netzwerke
2015 eröffnete in Lugano das LAC – Lugano Arte e Cultura. LAC ist ein interdisziplinäres Kulturzentrum für Musik, Theater und Kunst. Teil des neu gegründeten LAC ist das MASI Lugano (Museo d’arte della Svizzera italiana), eine Zusammenlegung des Museo Cantonale d’Arte Lugano mit dem Museo d’Arte della Città di Lugano.
Im Jahr 2013 erfolgte die Gründung des gemeinnützigen Raums für zeitgenössische Kunst und experimentelle Musik Sonnenstube als Experimentierfeld für eine aufstrebende Schweizer wie auch italienische Kunst- und Kulturszene.
Spazio Morel ist eine seit 2017 existierende kulturelle Zwischennutzung einer ehemaligen Automobilwerkstatt in Lugano, ein selbstorganisierter Ort der Produktion und Präsentation zeitgenössischer Kunst und Musik. Von 2018 bis 2020 hatte die Sonnenstube feste Räumlichkeiten innerhalb des Kulturzentrums Spazio Morel. Die Sonnenstube funktionierte innerhalb des Spazio Morel als eigenständige Initiative, verstand sich jedoch als Teil des Gesamtprojekts. Ab 2021 ist die Sonnenstube mit einem Caravan nomadisch ‹on tour› und zu Gast in verschiedenen Schweizer Kunstinstitutionen. Spazio Morel war bis 2020 als Veranstaltungsort und bis 2025 als Produktionsort aktiv.
Performative Kulturpolitik
Seit 2020 arbeitet das Tessiner Kollektiv Ticino is Burning an interkulturellem Austausch zwischen dem Tessin und dem Rest der Schweiz. Hinter dem Projekt stehen die vier Tessiner Künstlerinnen und Künstler Elena Boillat, Camilla Parini, Francesca Sproccati und Simon Waldvogel. Sie machen mit Aktionen auf die geografische Randlage des südlichen Alpenraums, das Fehlen von Tessiner Vertretungen in der Kulturpolitik und das Lohngefälle im Vergleich zur übrigen Schweiz aufmerksam. Mit performativen Formaten und provokativer Kommunikation wurde die Diskussion über Produktionsbedingungen und Zusammenarbeiten im Kunstbereich angeregt. Angestrebt sind Zusammenarbeiten im Kulturbereich mit dem Tessin und anderen Regionen der Schweiz über den Rösti- und den Polentagraben hinaus.
2021 traten sie als Palmen verkleidet in der Gessnerallee in Zürich in Erscheinung und 2022 beim Schweizer Theatertreffen 2022 in Chur. Im Jahr 2023 beteiligten sie sich an La Straordinaria – Tour Vagabonde, einem temporären Raum in Lugano, der den Diskurs zu Kulturpolitiken in der Schweiz lanciert. Im Jahr 2022 erhielt Ticino is Burning für ihr vielseitiges Wirken den Swiss Performing Arts Awards.
Sie waren Mitinitianten bei der Ausarbeitung der Carta della Gerra, einer zentralen 5-Punkte-Erklärung zur Förderung der unabhängigen Kultur im Tessin, die von mehr als 700 Persönlichkeiten unterzeichnet und offiziell an die zuständigen Behörden übergeben wurde.

### Liste der Projekträume
| Projektraum                                              | Aktivität | Seit       | Standort                    | Beteiligte |
| -------------------------------------------------------- | --- | ---------- | --------------------------- | --- |
| LAC – Lugano Arte e Cultura Kulturzentrum für das Tessin | interdisziplinäres Kulturzentrum für Musik, Theater und Kunst, Teil des neu gegründeten LAC ist das MASI Lugano (Museo d’arte della Svizzera italiana), Zusammenlegung des Museo Cantonale d’Arte Lugano mit dem Museo d’Arte della Città di Lugano | 2015       | Lugano                      | |
| la rada                                                  | interdisziplinäres Kunstraum für Literatur, Performance, Musik und Medien | 2015       | Locarno d:Q130247113        | Tina Stolz war bis Anfang der 2000er Jahre allein für das Programm von la rada als Ort für den Austausch über verschiedene Medien, Sprachen, Kunst und Poesie verantwortlich. Noah Stolz übernahm das Kuratorium und versuchte den Kulturort breit abzustützen und einen Schwerpunkt auf zeitgenössische Kunst und Gastausstellungen zu setzen, um zu versuchen Synergien mit der Schweizer und internationalen Kunstszene zu aktivieren. Unter der Leitung von Riccardo Lisi 2012 wurde der Fokus auf aufstrebende Kunst verstärkt und gleichzeitig die Präsenz von Künstlern aus der italienischen Schweiz erhöht. Seit 2022 besteht das Team von la rada aus den Vorstandsmitgliedern Alessio Binda (Co-Präsident), Geo Quadri (Co-Präsident), Carolina Sanchez, Rafael Kouto, Neda Zanetti unter der künstlerischen Leitung von Yimei Zhang. |
| OnArte                                                   | Ausstellungsplattform und Videolounge für Gegenwartskunst mit Positionen der bildenden Kunst gezeigt und neuen gesellschaftlich intervenierenden Formaten                                                                                           | 2016–2019  | Minusio                     | Kunstschaffende und Künstlerkollektiven aus dem Tessin, aus der Schweiz und aus dem internationalen Umfeld, Kooperationen mit anderen Ausstellungsinitiativen und für Kontakte mit den Tessiner und Schweizer Kunst(hoch)schulen |
| Spacio Elle                                              | interdisziplinärer Raum zwischen Kulturzentrum, Residenz und kultureller Vermittlung. | 2017       | Locarno                     | |
| Sonnenstube                                              | zeitgenössische Kunst, experimentelle Musik, Experimentierfeld für eine aufstrebende Schweizer wie auch italienische Kunst- und Kulturszene | 2013       | Via Mazzini 20, 6900 Lugano | Giacomo Galletti (1993, Künstler), Marta Margnetti (1989, Künstlerin), Damiano Merzari (1980, Grafiker und Musiker), Giada Olivotto (1990, Kurator), Sandro Pianetti (1987, Künstler und Interactions-Design), Gabriel Stöckli (1991, Künstler), Gianmaria Zanda (1985, Künstler und Musiker) |
| Spacio Lampo                                             | Raum für Kunstschaffende aus der Region, interdisziplinäre Kultur und gemeinsame Ideen. Grande Velocita ist ein gemeinnütziger Verein, der sich um die kulturellen Veranstaltungen des Spazio Lampo kümmert.                                        | 2015       | Chiasso                     | Aline d’Auria, Francesco Giudici, Alfio Mazzei, Gianmaria Zanda, Gabriel Stöckli |
| Spacio Morel                                             | Spazio Morel ist eine seit 2017 existierende kulturelle Zwischennutzung einer ehemaligen Automobilwerkstatt in Lugano, ein selbstorganisierter Ort der Produktion und Präsentation                                                                  | 2017– 2025 | Lugano                      | Giacomo Galletti |

## Weiterführende Literatur
- Rachel Mader, Pablo Müller (Hrsg.): Unabhängig, prekär, professionell. Künstlerische Selbstorganisation in der Schweiz. Diaphanes, Zürich 2023 (online).
- Jasmin Glaab: The Swiss Artist-Run Scene 2020. In: Supermarket Art Magazine. Nr. 10, Stockholm 2020, ISSN 2000-8155, S. 39–48.
- Pascale Grau, Katrin Grögel, Andrea Saemann (Hrsg.): Selbst ist die Kunst! Kunstvermittlung in eigener Regie –kaskadenkondensator Basel seit 1994. Kaskadenkondensator, edition fink, Basel/Zürich 2004, ISBN 978-3-906086-68-2.
- Manuel Wischnewski: Vom Ende des Projektraums. Versuch über einen möglichen Neubeginn. Hrsg. von Neue Berliner Räume, Berlin 2015 (online).
- Danilo Bruno, Tommy Cappellini, Giovanna Caravaggi, Andrea Plata: Umfrage zur Tanz- und Theaterbranche im Kanton Tessin. Referenzjahr: 2016. Kulturobservatorium des Kantons Tessin, Republik und Kanton Tessin, November 2018.